# Eksplozje we Vrběticach
Eksplozja we Vrběticach – wybuchy w składzie amunicji we wiosce Vrbětice na terenie czeskiej gminy Vlachowice koło Zlina 16 października i 3 grudnia 2014 roku.
Po przeprowadzonym śledztwie przedstawiciele czeskiego rządu w kwietniu 2021 oznajmili, że istnieje uzasadnione podejrzenia co do związku pomiędzy wybuchami a działalnością oficerów rosyjskiego wywiadu wojskowego. Poinformowali także o wydaleniu 18 pracowników Ambasady Federacji Rosyjskiej. W rezultacie Rosja umieściła Czechy na liście państw prowadzących nieprzyjazne działania wobec Rosji. Z kolei Czechy przedstawiły swoje oczekiwania co do odszkodowania za szkody spowodowane w wyniku eksplozji.